# Korpus Jazdy (II RP)
Korpus Jazdy – wielka jednostka kawalerii Wojska Polskiego w II Rzeczypospolitej.

## Struktura organizacyjna
Skład i uzbrojenie na początku października 1920
| Dywizje         | Brygady         | Pułki/baterie                  | Ludzie i uzbrojenie  |
| --------------- | --------------- | ------------------------------ | -------------------- |
| 1 Dywizja Jazdy | 6 Brygada Jazdy | 1 pułk ułanów                  | 400 „szabel”, 12 ckm |
| 1 Dywizja Jazdy | 6 Brygada Jazdy | 12 pułk ułanów                 | 300 „szabel”, 12 ckm |
| 1 Dywizja Jazdy | 6 Brygada Jazdy | 14 pułk ułanów                 | 350 „szabel”, 12 ckm |
| 1 Dywizja Jazdy | 6 Brygada Jazdy | 1/3 dywizjonu artylerii konnej |                      |
| 1 Dywizja Jazdy | 6 Brygada Jazdy | 2/3 dywizjonu artylerii konnej |                      |
| 1 Dywizja Jazdy | 7 Brygada Jazdy | 2 pułk szwoleżerów             | 150 „szabel”, 8 ckm  |
| 1 Dywizja Jazdy | 7 Brygada Jazdy | 8 pułk ułanów                  | 400 „szabel”, 12 ckm |
| 1 Dywizja Jazdy | 7 Brygada Jazdy | 9 pułk ułanów                  | 300 „szabel”, 12 ckm |
| 1 Dywizja Jazdy | 7 Brygada Jazdy | 1/1 dak                        |                      |
| 1 Dywizja Jazdy | 7 Brygada Jazdy | 2/6 dak                        |                      |
| 2 Dywizja Jazdy | 8 Brygada Jazdy | 2 pułk ułanów                  | 400 „szabel”, 12 ckm |
| 2 Dywizja Jazdy | 8 Brygada Jazdy | 108 pułk ułanów                | 200 „szabel”, 12 ckm |
| 2 Dywizja Jazdy | 8 Brygada Jazdy | 115 pułk ułanów                | 200 „szabel”, 12 ckm |
| 2 Dywizja Jazdy | 8 Brygada Jazdy | 1/8 dak                        |                      |
| 2 Dywizja Jazdy | 9 Brygada Jazdy | 1 pułk szwoleżerów             | 400 „szabel”, 12 ckm |
| 2 Dywizja Jazdy | 9 Brygada Jazdy | 201 pułk szwoleżerów           | 300 „szabel”, 12 ckm |
| 2 Dywizja Jazdy | 9 Brygada Jazdy | 203 pułk ułanów                | 200 „szabel”, 12 ckm |
| 2 Dywizja Jazdy | 9 Brygada Jazdy | 1/4 dak                        |                      |